# VTuber

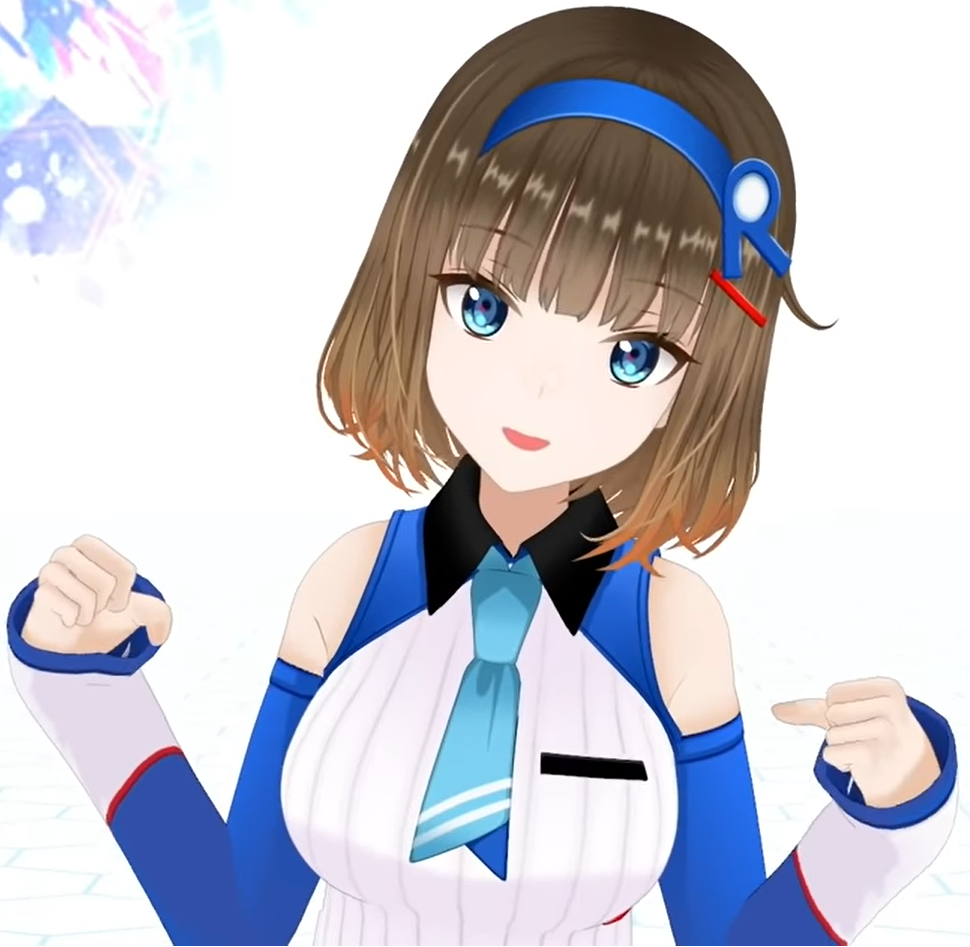
Un exemplu de un vtuber este Nebasei Kokoro

Un Vtuber (Sau Virtual Youtuber) este un animator online care folosește un avatar virtual creat prin intermediul graficii digitale. Software-ul sau tehnologia de captare a mișcării în timp real sunt adesea folosite, dar nu întotdeauna. Aceasta tendință provine din Japonia de la mijlocul anilor 2010 și a devenit populară în anii 2020. 
Până în 2023, existau peste 10.000 de VTuberi activi. Deși termenul este o aluzie la platforma video YouTube, aceștia folosesc și site-uri web precum Niconico, Twitch, Facebook, Twitter și Bilibili⁠(d).
Primul YouTuber care a folosit cuvântul "VTuber" este Kizuna AI, care a început să creeze conținut pe YouTube la sfârșitul anului 2016. Popularitatea ei a declanșat un trend VTuber în Japonia și a stimulat înființarea de agenții specializate care să le promoveze, inclusiv pe cele importante precum Hololive Production, Nijisanji și VShojo. Traducerile fanilor⁠(d) și VTuberii în limbi străine au dus la o creștere a popularității internaționale a tendinței. Youtuberii virtuali au făcut campanii publicitare interne și au doborât recordurile mondiale legate de fluxurile live. 

## Prezentare generală
YouTuberii virtuali (numiți mai frecvent VTuberi) sunt animatori online care sunt de obicei YouTuberi sau streameri live. Ei folosesc avatare create cu programe precum Live2D⁠(d), care prezintă personaje concepute de artiști online. VTuberii nu sunt legați de limitări fizice și mulți dintre ei se angajează în activități care nu sunt constrânse de identitatea lor din lumea reală. Unii VTuberi, în special cei din comunitățile marginalizate, aleg să folosească avatarurile pentru a-și reflecta identitatea online din motive de confort personal și de siguranță. VTuberii transgen își pot folosi avatarurile ca un mijloc de a reflecta mai bine prezentarea lor preferată publicului lor.

## Tehnologie
Avatarul unui VTuber este de obicei animat folosind o cameră web și un software, care captează mișcările, expresiile și mișcările gurii streamerului și le mapează pe un model bidimensional sau tridimensional. Atât programele gratuite, cât și cele plătite au fost dezvoltate pentru încărcarea modelelor și captarea mișcării, unele putând fi utilizate fără cameră web (deși cu animații predeterminate), iar unele acceptând, de asemenea, hardware de realitate virtuală sau dispozitive de urmărire a mâinilor, cum ar fi Leap. Controler de mișcare. Unele programe folosesc smartphone-uri iPhone, în special cele care includ Face ID, ca cameră web externă, folosind senzorul lor iluminat cu infraroșu pentru o captură mai precisă a mișcării.
Software-ul de animație proprietar Live2D este de obicei folosit pentru a crea modele bidimensionale construite din texturi desenate, în timp ce programe precum VRoid Studio pot fi folosite pentru a crea modele tridimensionale. Modelele comandate pot costa până la 2.000 USD, în funcție de nivelul lor de detaliu. În schimb, unele VTubers, cunoscute în mod colocvial ca „PNGTubers” (cu referire la formatul de imagine PNG), folosesc sprite-uri statice spre deosebire de un model trucat.

## Agentii si comercializare
VTuberi Mari sunt adesea angajați de agențiile de talente, cu modele de afaceri influențate de cele folosite de agențiile idoli japoneze. Streamerii sunt angajați de o agenție pentru a portretiza personajele dezvoltate de companie, care sunt apoi comercializate prin merchandising și alte apariții promoționale, precum și prin fluxuri tradiționale de venituri, cum ar fi monetizarea videoclipurilor lor și donațiile spectatorilor. Utilizarea termenului „absolvență” pentru a se referi la un streamer care își retrage caracterul și/sau părăsește o agenție.

## Istorie

### Inainte de Vtuberi
Pe 12 februarie 2010, producătorul de vizuale Nitroplus a început să încarce videoclipuri pe canalul lor YouTube cu o versiune animată 3D a mascota Super Sonico, care de obicei vorbește cu spectatorii despre ea sau despre lansări legate de companie. Pe 13 iunie 2011, vloggerul japonez Ami Yamato din Marea Britanie și-a încărcat primul videoclip, care prezenta un avatar virtual animat vorbind cu camera. În 2012, compania japoneză Weathernews Inc. a debutat un personaj în stil Vocaloid numit Weatheroid Type A Airi pe SOLiVE24, un stream live de 24 de ore pe Nico Nico Douga, pe YouTube și pe site-ul lor. În 2014, Airi a primit propriul ei program solo în fiecare joi și a început să transmită live cu captură de mișcare. software-ul Live2D care permite avatare 2D și a fost adăugat un an mai târziu, în 2015, în colaborare cu Live2D, Inc.

### începutul popularității
La sfârșitul anului 2016, Kizuna AI, primul VTuber care a obținut popularitate, și-a făcut debutul pe YouTube. Ea a fost prima care a inventat și a folosit termenul de „Vtuber”. Creată de compania de producție digitală Activ8 și interpretată vocal de Nozomi Kasuga, Kizuna AI a creat un sentiment de „intimitate reală” cu fanii, deoarece a fost receptivă la întrebările lor. În zece luni, a avut peste două milioane de abonați. De exemplu, în ciuda că este foarte prietenoasă, Kizuna Ai deseori înjură în videoclipurile ei când devine frustrată în timp ce joacă un joc.
La începutul anului 2018, Anycolor Inc a fondat agenția VTuber Nijisanji. Nijisanji a ajutat la popularizarea utilizării modelelor Live2D în loc de concentrarea anterioară asupra modelelor 3D, precum și la trecerea către fluxul live în loc de videoclipuri și clipuri editate, care au fost standardul pentru VTubers precum Kizuna Ai. Cover Corporation, o companie care dezvolta inițial software de realitate augmentată și virtuală, și-a mutat atenția către VTubers prin înființarea Hololive.
Pandemia COVID-19 a dus la o creștere generală a spectatorilor de jocuri video în flux în direct în general în 2020, ceea ce a contribuit la creșterea VTubers într-un fenomen de masă. Căutările pe Google pentru conținut legat de VTuber au crescut în 2020, ducând spre lansarea în septembrie 2020 a filialei Hololive în limba engleză. În august 2020, șapte dintre cei mai mari zece câștigători Super Chat din toate timpurile pe YouTube erau VTubers, inclusiv membrul Hololive Kiryu Coco pe primul loc, care până atunci câștigase aproximativ 85 de milioane de yen (aproximativ 800.000 USD în 2020). VTubers au reprezentat 38% dintre cele mai profitabile 300 de canale YouTube, cu un venit total de 26.229.911 USD (din care aproximativ jumătate sunt donații ale spectatorilor).
În mai 2021, Twitch a adăugat o etichetă VTuber pentru fluxuri, În iulie 2021, Gawr Gura, un membru englez a Hololive, a depășit Kizuna Ai drept cel mai abonat VTuber de pe YouTube.